# Saint-Luc (Eure)
Saint-Luc település Franciaországban, Eure megyében. Lakosainak száma 244 fő (2022. január 1.). Saint-Luc Le Val-David, La Trinité és La Baronnie községekkel határos.

## Népesség
A település népessége az elmúlt években az alábbi módon változott:
| Lakosok száma | 63   | 195  | 254  | 249  | 255  | 255  | 253  | 251  | 249  | 244  |
|               | 1968 | 1982 | 1990 | 2006 | 2013 | 2015 | 2017 | 2019 | 2020 | 2022 |